# Gwawinapterus
Gwawinapterus es un género de vertebrado del Cretácico Superior de Norteamérica. Es conocido a partir de un único espécimen fósil, representando una única especie conocida, Gwawinapterus beardi. Aunque fue inicialmente descrito como un pterosaurio (reptil volador) perteneciente a la familia de los istiodactílidos, exámenes posteriores han sugerido que podría no ser un pterosaurio y una investigación publicada en 2012 concluyó que era un pez saurodóntido. 

## Descubrimiento
En mayo de 2005 la paleontóloga aficionada Sharon Hubbard halló una roca con huesos y dientes visibles sobre la superficie de una playa cerca de Collishaw Point en la isla Hornby, en la Columbia Británica, en Canadá. Acompañándola en ese momento estaba Graham Beard, el director del Museo Paleontológico de la isla de Vancouver en Playa Qualicum, quien añadió el fósil a la colección. Beard hizo llegar el hallazgo al paleontólogo Philip J. Currie, quien a su vez obtuvo la ayuda de su colega Victoria M. Arbour quien estableció que pertenecía a un pterosaurio nuevo para la ciencia.
En 2011 Arbour y Currie nombraron a la especie tipo Gwawinapterus beardi. El nombre del género se deriva del término Gwa’wina, que significa "cuervo" en kwak'wala, el lenguaje de los Kwakiutl, en referencia a la similitud del pterosaurio con las estilizadas cabezas de cuervo de las máscaras hamatsa de esa tribu, y el griego latinizado pteron, "ala". El nombre de la especie honra a Beard.
La roca fue dividida en dos para estudiarla mejor y sus mitades, con los números de inventario VIPM 1513a y VIPM 1513b, representan el holotipo. Éste probablemente se originó en capas marinas de la formación Northumberland datando de finales de la etapa del Campaniense, hace cerca de setenta millones de años.

## Descripción
La roca, una nódulo de calcita, tenía una longitud de cerca de 20 centímetros. Está contenía el hocico de un pterosaurio, el primer resto craneal de estos reptiles hallado en Canadá. Algo de la superficie del huesos es visible; parcialmente se ha preservado como una sección transversal o como una impresión. Las coronas de dientes erupcionados han desaparecido, pero los alvéolos de los dientes aún están presentes y debido a la rotura las raíces de los dientes y los dientes de reemplazo son visibles.
La punta del hocico es redondeada y profunda con una altura de cerca de 9.5 cm. La punta es de cerca de 6.5 cm desde el borde anterior de la gran abertura craneal, la fenestra nasoanteorbital. Bajo esta abertura la mandíbula superior es de cerca de 21 milímetros de alto. La mandíbula es probablemente una fusión sin suturas del premaxilar y el maxilar. Cada lado de la mandíbula superior posee al menos 26 dientes, once o doce de ellos bajo la fenestra; el frente de la fila de dientes no se ha preservado y el fósil está roto en este punto. Los dientes están cercanamente agrupados. Las coronas dentales son pequeñas, de 4 mm de alto y 2.75 mm de ancho, aplanadas y triangulares con bordes levemente curvados. Los bordes no son serrados, carecen de dentículos y son redondeados. Los dientes son muy rectos, no muestran una curvatura axial ni en la parte posterior o en el medio. Las raíces dentales son más estrechas y relativamente largas, de cerca de 10 a 12 mm. para una longitud dental total de 14 mm. Al compararlo con el cráneo de Istiodactylus sinensis, se estimó la envergadura de Gwawinapterus en tres metros.
Los descriptores han identificado dos rasgos únicos derivados (autapomorfias): un número de más de 25 dientes en la mandíbula superior y una raíz dental más del doble de larga que la corona.

## Clasificación
Gwawinapterus fue asignado a la familia Istiodactylidae, usando el método de la anatomía comparada. El género sería, por un espacio de más de cuarenta millones de años, el istiodactílido más reciente que se conoce y el único pterosaurio dentado del Cretácico Superior; esta especie sugeriría que la variedad de pterosaurios para esa época había declinado menos de lo que se había asumido previamente.
Sin embargo, investigación posterior ha arrojado dudas sobre la identification del espécimen como pterosaurio. En un estudio de 2012 sobre los cráneos de los istiodactílidos, Mark Witton notó que el cráneo de Gwawinapterus mostraba un inusual patrón de reemplazo dental, con los dientes nuevos creciendo directamente sobre los dientes viejos. Este aspecto de su biología es hasta ahora desconocido en cualquier otro pterosaurio. Witton estableció que esta "distinción fundamental cuestiona la naturaleza pterosauriana de Gwawinapterus, y puede indicar que los istiodactílidos continúan siendo un grupo exclusivamente conocido del Cretácico Inferior." Una revisión más exhaustiva de este espécimen, publicada en 2012, sugirió que este no era ni siquiera un reptil, sino que el fósil provenía de una especie de pez saurodóntido.